# Tinea tertianella
Tinea tertianella is een nomen dubium, in 1758 als Phalaena (Tinea) tertianella door Carl Linnaeus gepubliceerd voor een onbekende Europese vlinder die door hem in het ondergeslacht Tinea werd geplaatst. 